# Kamila Karst
Kamila Karst (ur. w Świdnicy) – malarka, artystka plastyk. 

## Życiorys
W latach 1990–1995 studiowała w Państwowej Wyższej Szkole Sztuk Plastycznych we Wrocławiu. Uzyskała dyplom z wyróżnieniem z grafiki artystycznej u prof. Andrzeja Basaja i adiunkta Pawła Frąckiewicza oraz z projektowania graficznego u prof. Jana Jaromira Aleksiuna. Od 1997 r. jest członkiem Związku Polskich Artystów Plastyków we Wrocławiu. 
Swoje prace prezentowała na wystawach indywidualnych oraz zbiorowych w Polsce, we Włoszech, w Anglii, Czechach, Niemczech i Japonii, m.in. w Muzeum Śleżańskim. Jest ilustratorką książek dla młodego czytelnika oraz czynnie wspiera fundację „Serce” działającą na rzecz chorych dzieci. 
Główne dziedziny zainteresowań to litografia, techniki wklęsłe, malarstwo, rysunek, formy przestrzenne, grafika użytkowa. Tematyka to konie i fantastyka. Często połączenie tych dwóch tematów (centaury, pegazy).

## Wystawy
Wystawy indywidualne:
- 1989 „Malarstwo i rysunek” KMPiK, Jelenia Góra
- 1995 „Świat nierealny w świecie realnym”, Galeria na Odwachu, Wrocław (podyplomowa)
- 1995 „Świdnickie dni słowa o…miłości”, Świdnicki Ośrodek Kultury (wystawa towarzysząca),
- 1996 „Z nie wcielonych gdzieś tam światów”, Galeria z Rączką, Kraków,
- 1999 „Malarstwo, Grafika, Rzeźba”, Wałbrzyska Galeria Sztuki BWA, Zamek Książ
- 1999 „Mostra delle pittrice Kamila Karst”,Cassa di risparmio di Firence, (Włochy)
- 1999 „Il mondo di Kamila Karst: Cavalli e Paesaggi”, Centro d’Arte Puccini, Florencja, (Włochy)
- 1999 „Waters – colours”, Clacton on Sea, Anglia
- 1999 „Malarstwo, Grafika, Rzeźba”, Galeria Fotografii, Świdnica
- 2000 „Grafika i jedwabie”, Miejskie Centrum Kultury, Świebodzice
- 2000 „Malarstwo, Grafika, Rzeźba”, Galeria Art., Zielona Góra
- 2002 „Ciało”, Galeria Fotografii ŚOK, Świdnica
- 2003 „Przestrzeń Wyobraźni”, Muzeum Dawnego Kupiectwa, Świdnica
- 2004 „Obrazy”, Ratusz w Biberach, Niemcy
- 2004 „Twórczość Kamili Karst”, Galeria „Atelier”, Kraków
- 2005 „Twórczość Kamili Karst”, Bergsträße, Niemcy
- 2006 „Wyobrażenia”, OSIR, Świebodzice
- 2010 „Kama Karst”, Miejska Biblioteka Publiczna, Świdnica
- 2010 „Kama Karst”, Stara Szkoła, Police nad Metuji, Czechy

Wystawy zbiorowe:
- 1992 „Całkiem serio”, BWA, Kłodzko
- 1993 „W kręgu PWSSP Ew Wrocławiu”, Galeria Fotografii, Świdnica
- 1994 Wystawa prac pedagogów i studentów wrocławskiej PWSSP, ASP, Warszawa
- 1995 Wystawa wrocławskiej PWSSP, Brunszwik, (Niemcy)
- 1996 „Grafika Roku”, ASP, Kraków, (wystawa pokonkursowa)
- 1996 „XIV Ogólnopolska Wystawa Pokonkursowa Grafiki”, Galeria Sztuki, Łódź
- 1998 „Targi Sztuki”, Drezno, (Niemcy),
- 1998 „Po pięćdziesiątce”, wystawa jubileuszowa z okazji 52-lecia ZPAP we Wrocławiu, Arsenał, Wrocław
- 1998 „Polska kraina koni”, BWA Wałbrzych, Zamek Książ
- 1998 „XV Ogólnopolska Wystawa Pokonkursowa Grafiki”, Miejska Galeria Sztuki, Łódź
- 1998 „Realność świata wizji”, Szkoła Muzyczna, Świdnica
- 1999 „Polish Graphic Art. In Japa”, Sakaide Civic Art. Museum, Sakaide (Japonia)
- 2000 „Międzynarodowy Plener Malarski- Świdnica 2000”, Galeria Fotografii, Świdnica
- 2000 „Plastyka Wałbrzyska”, Salon Sztuki Współczesnej BWA, Bydgoszcz
- 2000 „Plener malarski”, Żagański Pałac Kultury, Żagań (wystawa poplenerowa)
- 2001 Międzynarodowy Plener Fotograficzno – Malarski, Świdnica(wystawa poplenerowa),
- 2001 „Rezydencje Prezydenckie”- Międzynarodowy Plener Malarski, Warszawa (wystawa poplenerowa)
- 2001 „Wolsztyn 2001”- Międzynarodowy Plener Malarski, Wieleń (wystawa poplenerowa)
- 2001 „Targoszyn”- Międzynarodowy Plener Malarski, Targoszyn (wystawa poplenerowa)
- 2001 „Żagań 2001”- Plener Malarski, Żagański Pałac Kultury, Żagań (wystawa poplenerowa)
- 2001 „Pegaz nad Świdnicą”- promocja „Almanachu Kultury Świdnickiej 1945-2000”, Galeria Fotografii, Świdnica
- 2002 „Koń jaki jest…”, Plener Malarski, Tarnów (wystawa poplenerowa)
- 2002 „Róża wiatrów”, Międzynarodowy Plener Malarski- Garden”, Darłówek
- 2004 „Art. Silesia”, Art. Point- Black Firence, Florencja, Włochy(Włochy)
- 2004 “Malarstwo, rysunek, rzeźba”, Muzeum Miejskie Wrocławia, Wrocław
- 2007 „W świecie koni”, Galeria Fotografii, Świdnica